# 弗魯門修斯
聖弗魯門修斯（英語：Frumentius，羅馬化：Frēmnāṭōs，？—383年）是首任阿克蘇姆主教，一般認為是使阿克蘇姆帝國改宗基督教的關鍵人物。 
他是個推羅人，與他的幼弟因意外被賣到阿克蘇姆王宮為奴，之後成功的使阿克蘇姆王除改宗基督教。並被亞歷山大宗主教任命為首位阿克蘇姆主教，他與他的後繼者成為了衣索比亞正教會的領袖。除了衣索比亞正教會之外，他在科普特正教會、天主教以及東正教也都被視為聖人。

## 簡傳
據同時代的史學家鲁菲努斯（Tyrannius Rufinus）表示經由詢問弗魯門修斯的弟弟埃德修斯（Edesius）所記下的他的經歷。當他們兄弟還小時一次跟著他們的叔叔梅流琵鄔思（Meropius）坐船離開故鄉推羅（位於今日的黎巴嫩），當他們經過紅海時遇上災難，只有他們兄弟活了下來。最後他們被人帶到阿克蘇姆皇宮販賣為奴。不過他們兄弟很快的獲得國王的喜愛，國王更在他死前給予兩兄弟自由。不過這對兄弟最終接受了太后的要求而留在阿克蘇姆，擔任王儲的家教教師。而隨著這層關係，弗魯門修斯也將基督教的信仰帶給了王儲埃扎那（Ezana），並成功的在當地建立起一群基督信徒社群，也包括因從商而定居當地的基督徒商人。
在王子長大並即位後埃德修斯被允許回到了故鄉推羅。而弗魯門修斯則被埃札那王派遣出使亞歷山卓，目的是向當時的亞歷山大宗主教亞他那修請求派遣一位主教來帶領衣索比亞的傳教事務，宗主教的答覆是任命弗魯門修斯為阿克蘇姆的主教。
356年君士坦提烏斯二世曾經致國書給埃扎那王要求更換掉由亞他那修所任命的弗魯門修斯主教。這是因為君士坦提烏斯二世本身支持亞流主義，而亞他那修則是反對亞流主義的主要人士之一。不過這個要求自然遭到拒絕了。

## 名聲
由於他在世的時代是在迦克敦大公會議及東西教會大分裂前，因此他在東西雙方的教會都被視作聖人。而他的慶日則因地區而有所不同在衣索比亞正教會他的慶日在每年的8月1日、科普特正教會為12月18日、羅馬天主教為10月27日、正教會將9月30日作為他的慶日。由於他將基督教帶到衣索比亞的原故，他也被稱作衣索比亞的宗徒。而對衣索比亞正教會而言他不僅是第一個「阿布納」（አቡነ），這個在吉茲語中有父親之意的字被用來稱呼衣索比亞正教會的領袖，同時也被視為第一個把新約聖經翻譯成吉茲語的人物。他也被稱作和平之父和啟示光明者。